# Freddy Schwienbacher
Freddy Schwienbacher (* 3. August 1975 in Meran) ist ein ehemaliger italienischer Skilangläufer.

## Werdegang
Schwienbacher, der bei den Junioren-Weltmeisterschaften 1995 im schwedischen Gällivare Staffelweltmeister mit der italienischen Mannschaft geworden war, debütierte zu Beginn der Saison 1995/96 in Brusson im Skilanglauf-Weltcup und belegte dabei den 25. Platz über 15 km Freistil. Im weiteren Saisonverlauf gewann er in Campra sein erstes Rennen im Skilanglauf-Continental-Cup. In den folgenden Jahren startete er vorwiegend im Continental-Cup. Dabei holte er zwei weitere Siege. Zu Beginn der Saison 1999/2000 erreichte er in Sappada mit dem sechsten Platz über 15 km Freistil seine erste Top-Zehn-Platzierung im Weltcup. Im weiteren Saisonverlauf kam er zehnmal in die Punkteränge und errang damit den 30. Platz im Gesamtweltcup und den 12. Platz im Sprintweltcup. Seine beste Einzelplatzierung in der folgenden Saison war der achte Platz im Sprint in Soldier Hollow. Bei den Nordischen Skiweltmeisterschaften 2001 in Lahti belegte er den 34. Platz über 15 km klassisch und den 20. Rang im Sprint. Nach zwei Platzierungen außerhalb der Punkteränge in Kuopio zu Beginn der Saison 2001/02, erreichte er im Weltcupeinzel drei Ergebnisse unter die ersten Zehn. Beim Teamsprint in Nové Město holte er zusammen mit Fabio Maj seinen ersten Weltcupsieg. Bei den Olympischen Winterspielen 2002 in Salt Lake City kam er auf den 26. Platz über 15 km klassisch und auf den fünften Rang im Sprint. Zum Saisonende belegte er den 27. Platz im Gesamtweltcup und den zehnten Rang im Sprintweltcup. In der folgenden Saison wurde er im Teamsprint in Asiago zusammen mit Renato Pasini Dritter und mit der Staffel in Davos und in Nové Město jeweils Zweiter. Beim Saisonhöhepunkt den Nordischen Skiweltmeisterschaften 2003 im Fleimstal errang er den achten Platz im Skiathlon und den sechsten Platz im Sprint. In der Saison 2003/04 kam er bei fünf Sprintrennen in die Punkteränge. Dabei holte er in Pragelato seinen ersten Weltcupeinzelsieg und erreichte zum Saisonende den 12. Platz im Sprintweltcup. In der folgenden Saison errang er acht Platzierungen in den Punkterängen, darunter vier in den Top Zehn. Beim Weltcup in Nové Město wurde er im Sprint Zweiter. Bei den Nordischen Skiweltmeisterschaften 2005 in Oberstdorf belegte er den 33. Platz im Sprint und den vierten Rang im Teamsprint. Die Saison beendete er auf dem 27. Platz im Gesamtweltcup und auf dem 18. Rang im Sprintweltcup. Im folgenden Jahr wurde er bei den Olympischen Winterspielen 2006 in Turin Neunter im Teamsprint und Fünfter im Sprint. Sein bestes Einzelresultat in der Saison 2005/06 war der 13. Platz über 15 km Freistil in Nove Mesto. In den folgenden Jahren startete er vorwiegend im Skilanglauf-Alpencup. Sein bestes Ergebnis dabei war der fünfte Platz im Dezember 2008 in Alta Badia. Bei der Tour de Ski 2007/08 belegte er den 39. Platz. Sein letztes Weltcuprennen lief er im Februar 2009 in Valdidentro, welches er auf dem 65. Platz im Sprint beendete.

## Erfolge

### Siege bei Weltcuprennen

#### Weltcupsiege im Einzel
| Nr. | Datum         | Ort       | Disziplin       |
| --- | ------------- | --------- | --------------- |
| 1.  | 12. März 2004 | Pragelato | Sprint Freistil |

#### Weltcupsiege im Team
| Nr. | Datum           | Ort        | Disziplin             |
| --- | --------------- | ---------- | --------------------- |
| 1.  | 13. Januar 2002 | Nové Město | Teamsprint Freistil 1 |

### Siege bei Continental-Cup-Rennen
| Nr. | Datum            | Ort        | Disziplin       | Serie           |
| --- | ---------------- | ---------- | --------------- | --------------- |
| 1.  | 9. Februar 1996  | Campra     | 15 km klassisch | Continental-Cup |
| 2.  | 14. Februar 1999 | Feutersoey | 30 km Freistil  | Continental-Cup |
| 3.  | 9. März 1999     | Cauterets  | 10 km Freistil  | Continental-Cup |

## Weltcup-Gesamtplatzierungen
| Saison    | Gesamt | Gesamt | Distanz | Distanz | Sprint | Sprint |
| Saison    | Punkte | Platz  | Punkte  | Platz   | Punkte | Platz  |
| --------- | ------ | ------ | ------- | ------- | ------ | ------ |
| 1995/96   | 6      | 75.    | –       | –       | –      | -      |
| 1999/2000 | 194    | 30.    | –       | -       | 98     | 12.    |
| 2000/01   | 112    | 41.    | –       | –       | 122    | 18.    |
| 2001/02   | 167    | 27.    | –       | –       | 149    | 10.    |
| 2002/03   | 109    | 42.    | –       | –       | 86     | 22.    |
| 2003/04   | 173    | 34.    | 5       | 99.     | 168    | 12.    |
| 2004/05   | 189    | 27.    | 61      | 40.     | 128    | 18.    |
| 2005/06   | 81     | 65.    | 40      | 67.     | 41     | 38.    |
| 2006/07   | –      | –      | –       | –       | –      | –      |
| 2007/08   | 8      | 139.   | –       | –       | 8      | 94.    |